# Desa Juwiring (administrativ by i Indonesien, lat -6,89, long 110,15)
Desa Juwiring är en administrativ by i Indonesien.   Den ligger i provinsen Jawa Tengah, i den västra delen av landet, 400 km öster om huvudstaden Jakarta.